# Старобільський район (1923—2020)
Старобі́льський райо́н — колишній район України на півночі Луганської області, що на Слобожанщині з адміністративний центром у місті Старобільськ, який існував протягом 1923—2020 років і був ліквідований під час Адміністративно-територіальної реформи в Україні. Населення становило 46 664 особи (на 1 серпня 2013). Площа району 1580 км². Орган місцевого самоврядування району була Старобільська районна рада.
Це район з виробництва промислової сільськогосподарської продукції. В загальному обсязі сільське господарство становить 38 %, воно виробляє продукцію рослинництва і тваринництва.

## Географія
Старобільський район розташований на Старобільському геологічному горбисто-рівнинному плато в більш північній частині Луганської області. Це плато характеризується загальним нахилом поверхні в бік долини Сіверського Дінця, тобто з півночі на південь. Воно глибоко розмежоване річковою та яружно-балковою мережею. Це означає, що в геологічному відношенні Старобільський район належить до північного сектора Великого Донецького кам'яновугільного басейну, який переходить у південні схили Воронезького кристалічного масиву, що складається з докембрійських, кам'яновугільних, крейдяних, палеогенових антропогенових відкладів. У надрах району в окремі геологічні часи утворилася велика кількість корисних копалин, головним чином крейдяних, глинистих та піщаних будівельних матеріалів.
Клімат району — помірно-континентальний з жарким сухим літом і малосніжною з відлигами зимою. Середня кількість опадів становить 450 мм на рік.
Головною водною артерією Старобільського району є річка Айдар, яка бере початок у Білгородській області. Довжина річки до 250 км, а в межах району — 48 км. Біля водолікарні в р. Айдар впадає невелика річка Біла, що тече по долині з півночі. Правий берег Айдару крутий, складається з крейдяних відкладів, з-під яких витікають джерела питної води.
В 1934 році в селі Підгорівка на глибині 602 м знайдено хлоридно-натрієве джерело. Вода в ньому містить 16 % корисних мінеральних солей. На базі цього джерела у 1938 році почала працювати водолікарня в м. Старобільськ. У північній частині міста біля річки Айдар, в сосновому бору на базі нової свердловини хлоридно-натрієвої мінеральної води побудований і з вересня 1973 року став до ладу санаторій-профілакторій «Сосновий».
Ґрунти району — чорноземи звичайні, малогумусні. Ґрунтотворною основою є в основному важкоглинковий пас.

### Флора
На території району зустрічаються рослини, занесені до Червоної книги України:
- астрагал крейдолюбний (Astragalus cretophilus), Лиман, Балакирівка;
- брандушка різнобарвна (Bulbocodium versicolor), Старобільськ, Титарівка[2];
- волошка донецька (Centaurea donetzica), Садки на Айдарі;
- гісоп крейдяний (Hyssopus cretaceus), Старобільськ, Підгорівка;
- дрік донський (Genista tanaitica), Старобільськ;
- зозулинець болотний (Anacamptis palustris), Курячівка;
- зозулині сльози яйцеподібні (Listera ovata);
- келерія Талієва (Koeleria talievii), ендемік середньої течії Сіверського Дінця;
- ковила волосиста (Stipa capillata), вузьколиста (Stipa tirsa), дніпровська (Stipa borysthenica), Залеського (Stipa zalesskii), Лессінга (Stipa lessingiana), найкрасивіша (Stipa pulcherrima), пухнастолиста (Stipa dasyphylla) і українська (Stipa ucrainica) — численні популяції в степу;
- пирій ковилолистий (Elytrigia stipifolia);
- полин суцільнобілий (Artemisia hololeuca), Лиман, Балакирівка, Бутківка, Старобільськ;
- ранник крейдовий (Scrophularia cretacea), Лиман, Балакирівка, Бутківка, Старобільськ;
- рябчик малий (Fritillaria meleagroides) і руський (Fritillaria ruthenica), в долині Айдару і по байрачних лісах;
- солодушка українська (Hedysarum ucrainicum);
- сон чорніючий (Pulsatilla pratensis);
- тюльпан дібровний (Tulipa quercetorum) і змієлистий (Tulipa ophiophylla), байрачні ліси;
- шафран сітчастий (Crocus reticulatus), звичайна рослина дібров.

## Історія

### Рання історія
Найдавніші поселення на місці нинішнього Старобільська та його околиці, як свідчать археологічні розкопки, відносяться до VI—IV тисячоліть до н. е. (епоха неоліту). Знайдені також залишки двох поселень періоду пізньої бронзи (кінець ІІ — початок І тисячоліття до н. е.), а потім і виробів із заліза.
З VI століття н. е. наш край заселили войовничі племена скіфів, пізніше — кімерійців і сарматів, що йшли зі сходу.
У період створення Давньоруської держави з центром у Києві на території жили племена аланів і східних слов'ян. З ними постійно ворогували кочівники тарки, гуни, авари, пізніше печеніги і половці.
У 1239—1240 р.р. край спустошили монголо-татари, що прийшли зі сходу. Життя тут завмирає. Території надовго одержали сумну назву — «Дике поле». І лише з кінця XVI століття вони почали заселятись вихідцями з руських земель для захисту від спустошувальних набігів кримських татар, що залежали від турків.
З Криму в напрямку на Москву пролягали татарські шляхи — сакми. Один із них — Кальміуський, тягнулася правим берегом річки Айдар.

### Російська імперія
З історією боротьби Російської держави проти монголо-татар і пов'язане заснування міста Старобільськ. Його збудував у 1598—1600 р.р. у закруті Айдару без відома уряду Бориса Годунова царський воєвода Богдан Якович Бєльський, назвавши його своїм іменем. Таких містечок і фортець в краї виріс цілий ряд: Айдар, Шульгін-городок, Закотне, Осинове, Білолуцьк, Сватове, Біловодськ.
Населення краю швидко зростало ще й за рахунок селян, що тікали від гніту поміщиків на південь окраїни. Масова втеча селян підривали устої феодального господарства, і на вимогу поміщиків Петро І видав у липні 1707 року указ про розшук і повернення збіглих селян. Це супроводжувалося жорстокими каральними заходами, що викликало велике селянсько-козацьке повстання під керівництвом трьохізбенського козацького отамана Кіндрата Опанасовича Булавіна.
9 жовтня 1707 року повстанці напали на загін військ Юрія Долгорукого в Шульгін-городку і знищили його. Звістку про це з радістю зустріли жителі всіх містечок на Айдарі, в тому числі і Старої Бєлої, як називалося тоді наше містечко з 1686 року. Вони допомагали повстанцям живністю, а потім на чолі зі своїм отаманом К. А. Табунщиковим влилися до їх лав. Але переважаючі сили царських карателів розбили булавинські загони і на початку 1709 року повстання було придушено. Містечка були зруйновані і спалені, край охоплений повстанням був перетворений в пустелю і лише з 1732 року став відроджуватись.
На цей час родючі землі були передані до Війська Донського, а потім Воронезькій губернії для поселення Острогозького полку.
У 1797 році відбудоване місто почало називатися Старобільськом і стало повітовим центром в складі Слобідсько-Української, а потім Харківської губернії.
У 1804 році місту присвоєний герб.
Уже з першої половини XIX ст., а далі все більше Старобільськ зростав і розвивався, як значний центр різних ремесел і торгівлі.
Значну роль у житті міста відігравали чотири щорічні ярмарки. До міста приїздили купці з Харкова, Воронежа, Тули і навіть з Москви.

### Радянський союз
У 20-ті роки минулого століття Старобільськ був окружним, а з 1925 року районним центром Донецької області, з червня 1938 року районним центром Ворошиловградської області.
5 лютого 1965 Указом Президії Верховної Ради Української РСР передано Брусівську сільраду Старобільського району до складу Біловодського району.
Старобільський район було ліквідовано 19 липня 2020 року згідно із Постановою Верховної Ради України № 807-IX від 17 липня 2020 року в рамках Адміністративно-територіальної реформи в Україні.

## Адміністративний устрій
Адміністративно-територіально район поділяється на 1 міську раду та 21 сільських рад, які об'єднують 59 населених пунктів і підпорядковані Старобільській районній раді. Адміністративний центр — місто Старобільськ.

## Населення
Населення — 60,6 тис. ос., у тому числі — сільське — 36,7 тис. ос.
Населення становить 46 664 особи (на 1 серпня 2013).
Етнічний склад населення району на 2001 рік був представлений наступним чином:
- українці — 87,8 %;
- росіяни — 11 %;
- білоруси — 0,3 %
- інші національності — 0,9 %[6]

Етномовний склад сільських та міських рад району (рідна мова населення) за переписом 2001 року, %
|                            | українська | російська | вірменська | білоруська | циганська |
| Старобільський район       | 79,2       | 20,5      | 0,1        | 0,1        | 0,1       |
| -------------------------- | ---------- | --------- | ---------- | ---------- | --------- |
| м. Старобільськ            | 60,8       | 38,7      | 0,2        | 0,1        | 0,0       |
| Байдівська сільрада        | 95,7       | 4,1       |            | 0,2        |           |
| Бутовська сільрада         | 85,4       | 14,0      | 0,0        | 0,2        | 0,3       |
| Веселівська сільрада       | 91,7       | 8,2       |            | 0,1        |           |
| Верхньопокровська сільрада | 86,0       | 13,6      |            | 0,1        |           |
| Вишнева сільрада           | 93,2       | 6,6       |            | 0,2        |           |
| Калмиківська сільрада      | 89,0       | 10,3      | 0,1        | 0,1        |           |
| Караяшницька сільрада      | 95,9       | 4,0       |            |            |           |
| Курячівська сільрада       | 93,0       | 7,0       |            | 0,1        |           |
| Лиманська сільрада         | 93,0       | 6,8       |            | 0,1        |           |
| Нижньопокровська сільрада  | 95,5       | 4,4       |            | 0,1        |           |
| Новоборівська сільрада     | 46,4       | 53,6      |            |            |           |
| Ммалохатська сільрада      | 93,1       | 6,8       |            |            |           |
| Підгорівська сільрада      | 90,3       | 9,2       |            | 0,0        | 0,3       |
| Половинкинська сільрада    | 90,8       | 9,1       |            | 0,0        |           |
| Садківська сільрада        | 94,2       | 5,5       |            | 0,2        |           |
| Світлівська сільрада       | 87,0       | 12,5      | 0,1        | 0,1        |           |
| Титарівська сільрада       | 90,4       | 9,6       |            |            |           |
| Хворостянівська сільрада   | 97,4       | 2,5       |            | 0,1        |           |
| Чмирівська сільрада        | 88,7       | 11,2      | 0,0        |            | 0,0       |
| Шпотинська сільрада        | 99,3       | 0,1       |            |            |           |
| Шульгинська сільрада       | 93,4       | 6,4       |            | 0,1        |           |

## Персоналії
Віддавна Старобільщина славна літературними іменами О. Кольцова, В. М. Гаршина, І. Савича (І. С. Лук'яненко), И. М. Світличного. Поезія Івана Савича та Івана Світличного відома не лише в Україні, а і в країнах ближнього й дальнього зарубіжжя.

## Політика
25 травня 2014 року відбулися Вибори Президента України. У межах Старобільського району було створено 40 виборчих дільниць. Явка на виборах складала — 26,28 % (проголосували 10 796 із 41 085 виборців). Найбільшу кількість голосів отримав Петро Порошенко — 40,22 % (4 342 виборців); Сергій Тігіпко — 12,21 % (1 318 виборців), Вадим Рабінович — 9,41 % (1 016 виборців), Юлія Тимошенко — 6,34 % (684 виборців), Михайло Добкін — 6,10 % (659 виборців), Олег Ляшко — 5,78 % (624 виборців). Решта кандидатів набрали меншу кількість голосів. Кількість недійсних або зіпсованих бюлетенів — 3,63 %.

## Світлини

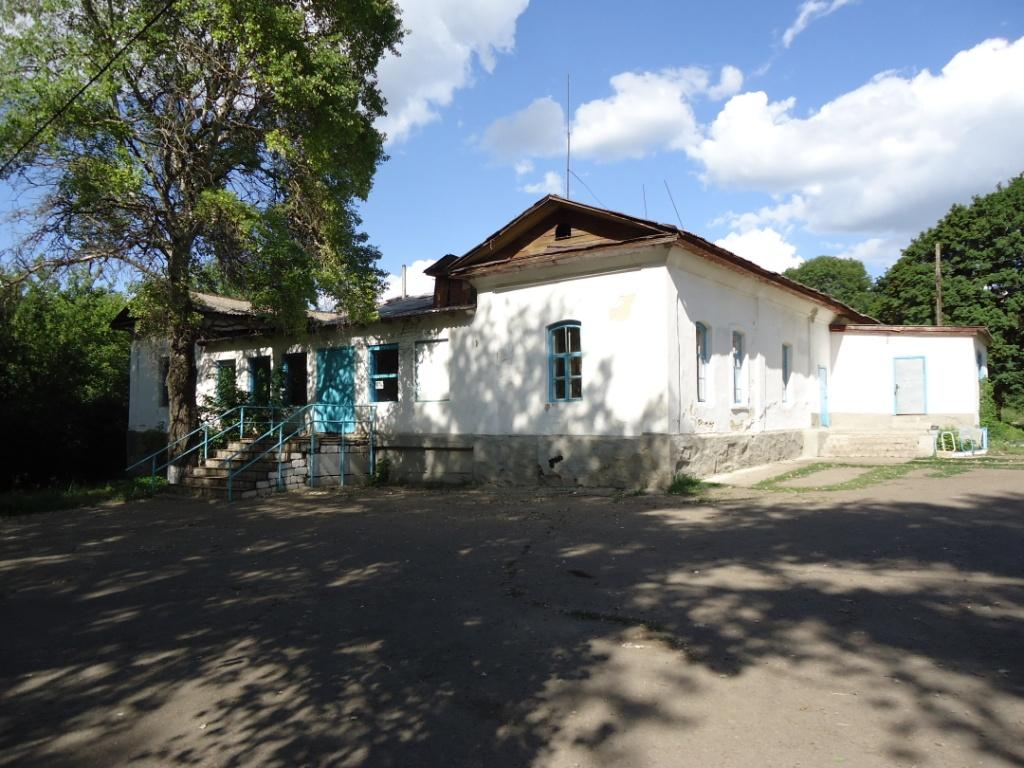
с.Світле,клуб
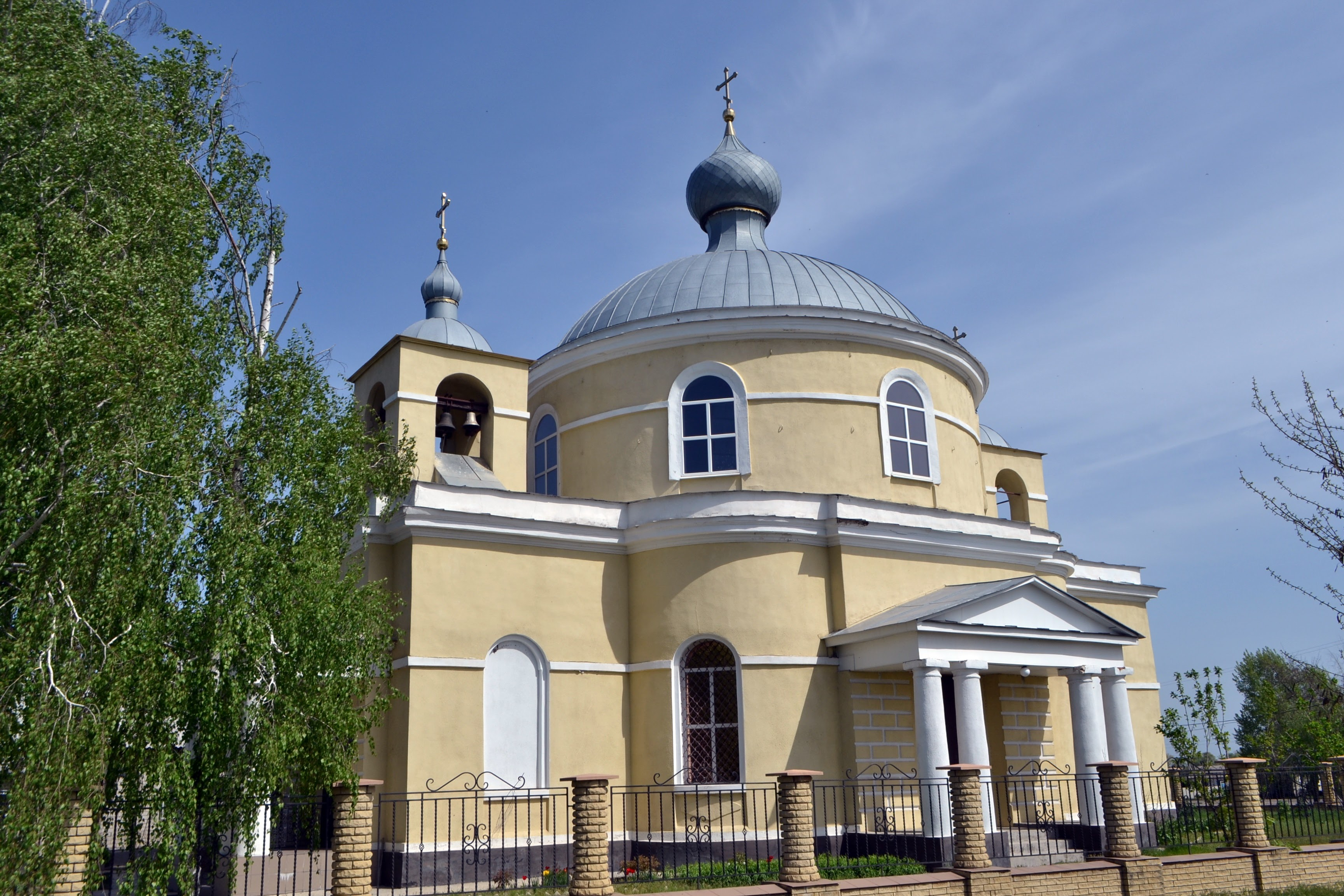
Храм с.Байдівка
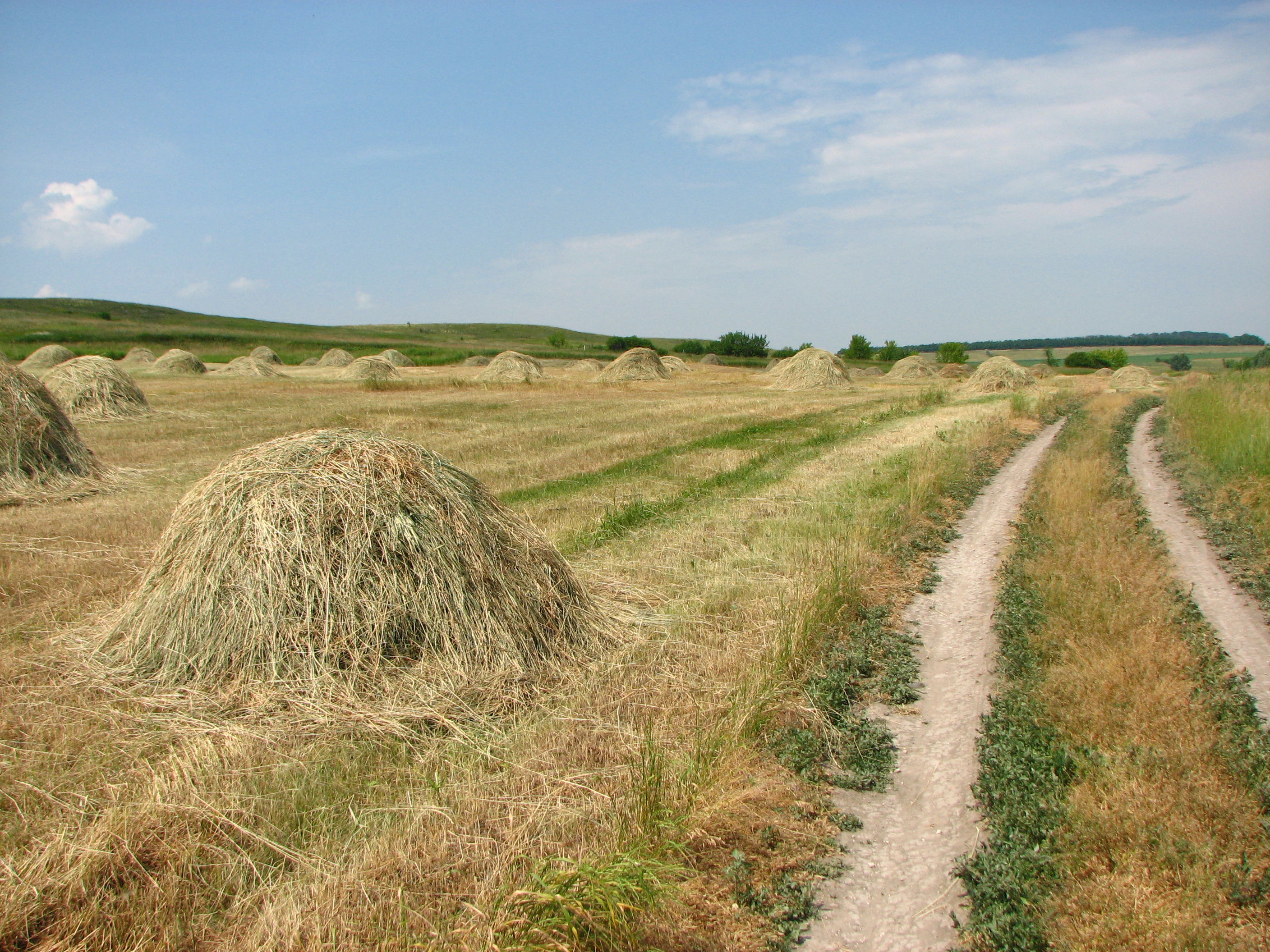
Хворостянівка
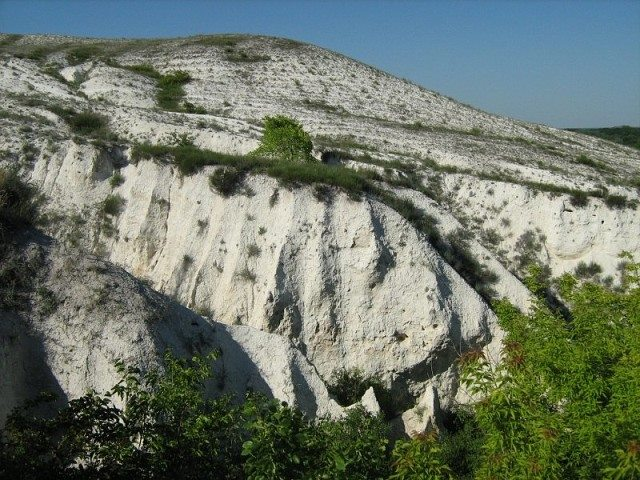
Бутківський терасний парк